# زوئی کاساوتیس
زوئی کاساوتیس (انگلیسی: Zoe Cassavetes؛ زادهٔ ۲۹ ژوئن ۱۹۷۰) یک هنرپیشه، فیلم‌نامه‌نویس، و کارگردان اهل ایالات متحده آمریکا است. وی از سال ۱۹۹۱ میلادی تاکنون مشغول فعالیت بوده‌است.
او در فیلم تد و ونوس بازی کرده‌است.